# Háry János (film, 1983)
A Háry János 1983-ban bemutatott magyar rajzfilm, amely Kodály Zoltán azonos című daljátéka alapján készült. Az animációs játékfilm rendezője Richly Zsolt, producere Budai György. A forgatókönyvet Marsall László írta, a zenéjét Kodály Zoltán műveinek felhasználásával Ferencsik János vezényelt. A tévéfilm a Pannónia Filmstúdió gyártásában készült, a Magyar Televízió forgalmazásában jelent meg. Műfaja zenés történelmi film.
Magyarországon 1983. december 25-én vetítették le a televízióban.

## Cselekmény
Háry János daljáték új alakban jelenik meg a televíziónézők számára a jól ismert alapfigurák megszületése óta. A bemutatásra kerülő rajzfilm jól példázza az animáció azon képességeit, hogy egy korábban kitalált mesét és hőseit hogyan lehet a mába újraálmodni.

## Alkotók
- Rendező és figuratervező: Richly Zsolt[2]
- Animációs rendező: Jankovics Marcell
- Forgatókönyvíró: Marsall László[1][2]
- Dramaturg: Kőszegi Ábel
- Zeneszerző: Kodály Zoltán, Ferencsik János vezényletével[1][2]
- Zenei dramaturg Horváth Tünde
- Ének: Mészöly Katalin, Sólyom-Nagy Sándor, Takács Klára
- Operatőr: Bacsó Zoltán[2]
- Hangmérnök: Nyerges András Imre
- Vágó: Hap Magda[2]
- Háttér: N. Csathó Gizella
- Animációs tervező: Bánki Katalin, Berdin Beáta, Dékány Ferenc, Halasi Éva, Hernádi Edit, Jankovics Marcell, Javorniczky Nóra, Jenkovszky Iván, Juhász Tibor, Kecskés Magda, Kiss Iván, Koltai Jenő, Kovács Magda, Lamy Márta, Molnár Eszter, Nyírő Erzsébet, Papp Miklós, Pathy Nagy Gabi, Schrei Zsuzsa, Zákányi Edit, Zsáky Zsuzsa
- Kihúzó: Buza Jánosné, Eötvös Imréné, Gelléri István, Kocsos Lászlóné, Koltai Jenőné, Pócs Jánosné, Reményi Ágnes
- Kifestő: Bangó Gabriella, Bányai Zsuzsa, Böszörményi Tünde, Czája Ágnes, Frei Erika, Géczi Ildikó, Gonzáles Mariann, Gyebnár Annamária, Karkosák Zoltánné, Kaszás Éva, Kemény Mariann, Lettner Györgyi, Mátrainé Óvári Éva, Molnár Józsefné, Nagy Erzsébet, Nánási Lászlóné, Páhi Lászlóné, Szűcs Melinda, Tasnádi Katalin, Varga Anikó, Vígh Jenőné
- A rendező munkatársa: Jehoda Magdolna, Szántóné Reményi Ágnes
- Közreműködők: Falvay Károly, Lakos Éva, Völler Ágnes, Zsebényi Mária
- Xerox: Pintér Erzsébet
- Színes technika: Ujhegyi Gyula
- Gyártásvezető: Csányi Judit
- Produkciós vezető: Budai György
- Laboratóriumi munkálatok: Magyar Filmlaboratórium Vállalat
- A Háry János daljátékot a Magyar Állami Operaház Ének- és Zenekara, a Háry szvitet a Budapesti Filharmóniai Társaság Zenekara adta elő. (Karigazgató: Nagy Ferenc)
- A Magyar Rádió és Televízió Gyermekkórusát Csányi László vezényelte.

- A film a Magyar Televízió megbízásából a Pannónia Film- Rajz- és Animációs Stúdió III-as Műtermében készült

Források

## Szereplők
- Háry János: Szabó Gyula (énekhangja: Sólyom-Nagy Sándor)
- Örzse: Szabó Éva (énekhangja: Takács Klára)
- Mária Lujza: Császár Angela (énekhangja: Mészöly Katalin)
- Ebelasztin báró: Haumann Péter
- Krucifix generális: Balázs Péter
- Toborzótiszt: Csurka László
- Orosz katona: Raksányi Gellért
- Napóleon: Suka Sándor
- Ferenc császár: Gelley Kornél
- Császárné: Kállay Ilona
- Ceremóniamester: Pathó István

## Betétdalok
| Dal                                                                   | Előadó                                                                  |
| --------------------------------------------------------------------- | ----------------------------------------------------------------------- |
| Kezdődik a mese (zenekar)                                             | Budapesti Filharmóniai Társaság Zenekara                                |
| Háry a Luciferen (zenekar)                                            | A Magyar Állami Operaház Zenekara                                       |
| Intermezzo (zenekar)                                                  | Budapesti Filharmóniai Társaság Zenekara                                |
| A jó lovas katonának (zenei részletek)                                | A Magyar Állami Operaház Ének- és Zenekara                              |
| Sej, Nagyabonyban                                                     | A Magyar Állami Operaház Ének- és Zenekara                              |
| Dal (zenekar)                                                         | Budapesti Filharmóniai Társaság Zenekara                                |
| Bécsi harangjáték (zenekar)                                           | Budapesti Filharmóniai Társaság Zenekara                                |
| Hej két tikom                                                         | Takács Klára                                                            |
| Á, bé, cé, dé, rajtam kezdé                                           | Magyar Rádió Gyermekkórusa                                              |
| Ku–Ku–Ku–Kuskám                                                       | Mészöly Katalin                                                         |
| Sej, besoroztak (zenei részlet)                                       | A Magyar Állami Operaház Ének- és Zenekara                              |
| Napóleon csatája (zenekar)                                            | Budapesti Filharmóniai Társaság Zenekara                                |
| Gyújtottam gyertyát a vőlegénynek / Elment a két lyány virágot szedni | Sudlik Mária Mészöly Katalin A Magyar Állami Operaház Ének- és Zenekara |
| A császári udvar bevonulása (zenekar)                                 | Budapesti Filharmóniai Társaság Zenekara                                |
| Felszántom a császár udvarát                                          | Sólyom-Nagy Sándor                                                      |